# Harpinia mucronata
Harpinia mucronata is een vlokreeftensoort uit de familie van de Phoxocephalidae. De wetenschappelijke naam van de soort is voor het eerst geldig gepubliceerd in 1879 door G.O. Sars.